# ایجنباد
ایجنباد (به لاتین: Agenebode) یک منطقهٔ مسکونی در نیجریه است که در ایالت ادو واقع شده‌است.